# Flash Gordon no Reino das Cavernas
Flash Gordon no Reino das Cavernas foi uma publicação especial de histórias em quadrinhos lançada no Brasil, em setembro de 1974, pela Editora Brasil-América - Ebal, como parte das comemorações dos 40 anos do surgimento das pranchas dominicais de Flash Gordon no país. A edição é um álbum de luxo, contendo 72 páginas e capa dura assinada por Antônio Monteiro Filho que usou ilustrações de Alex Raymond, o artista criador da série.
No ano anterior, a mesma editora publicara um primeiro volume, "Flash Gordon no Planeta Mongo", que trazia as primeiras tiras do herói espacial, a partir de uma antiga edição de 1936 da Grande Consórcio de Suplementos Nacionais (empresa anterior de Adolfo Aizen) também aproveitada pela editora francesa Éditions Serg, pois a King Features, detentora dos direitos do personagem, já não possuía mais as tiras originais, A editora adotou o mesma alternativa em álbuns da tira Príncipe Valente
As tiras originais reunidas nesse volume datam de 3 de março de 1935 a 5 de abril de 1936 e compõe a seguinte série de histórias:
S004 - "The Caverns of Mongo" (3/3/35 a 14/04/35)
S005 - "Witch Queen of Mongo" (21/04/35 a 13/10/35)
S006 - "At War with Ming" (20/10/35 a 5/4/36)
No Brasil, as tiras saíram originariamente no Suplemento Juvenil (a primeira na edição nº 77 de 4/6/35 e a última na edição n° 232 de 9/6/36, circulando todas as terças-feiras). A editora ainda publicaria seis álbuns no mesmo formato.

## Tramas
No segundo volume, as tiras republicadas dão continuidade a aventura narrada no primeiro volume. Os editores então incluíram um texto com o resumo da história publicada anteriormente.

### Síntese do resumo do primeiro volume
No volume anterior é narrado como um cometa aparece em rota de colisão com a Terra. O brilhante cientista Hans Zarkov prepara um projétil para desviar o astro errante. Enquanto isso, o esportista e universitário de Yale, Flash Gordon, e a bonita Dale Arden, sofrem um acidente de avião e caem nas proximidades de onde se encontra o aparelho de Zarkov. Achando que são espiões, o cientista os obriga a entrarem com ele no projétil. O trio sofre novo acidente que desvia o cometa mas acorda no Planeta Mongo, governado pelo Imperador Ming, o Impiedoso. Flash é condenado à morte e Dale é forçada a ficar noiva do imperador. A princesa Aura, filha de Ming, salva Flash e este consegue impedir o casamento de Dale. Na luta, o príncipe Barin se alia a Flash Gordon. Na sequência final, Ming é forçado a concordar com um torneio no qual saem vencedores Flash Gordon junto de um guerreiro mascarado, que se revela como o príncipe Barin. Como prêmio, Barin recebe o Reino das Florestas Bravias e a mão da Princesa Aura; e Flash Gordon fica com o Reino das Cavernas e Dale Arden.

### Segundo volume
No segundo volume, Flash Gordon se torna o Rei Flash I e sai para conhecer seu reino. Falam que no reino habitam selvagens homens das cavernas, os monstruosos homens-lagartos e os misteriosos homens mágicos. Flash enfrenta o chefe dos homens das cavernas e com sua vitória, os nativos concordam em se tornarem seus súditos. Já os homens-lagartos são selvagens demais e Flash tem que destrui-los. Ao se aproximar da Terra dos Homens Mágicos, a rainha feiticeira deles, Azura, se enamora de Flash e tenta conquistá-lo. Ela o torna prisioneiro e o faz tomar uma poção de esquecimento, enquanto Dale e Zarkov são escravizados e trabalham na cozinha do palácio.O exército de homens-pássaros resolve invadir a Terra Mágica para resgatar Flash Gordon e seus companheiros, mas o herói terrestre organiza as forças da Rainha Azura e combate os amigos. Flash consegue recuperar a memória e foge do palácio da Rainha, com Dale e Zarkov. Graças a uma máquina criada por Zarkov, Flash fica invisível (apenas sua sombra é vista) e ataca os soldados da rainha. Ele consegue capturá-la e na fuga vai parar na terra dos Guerreiros Anões. Livrando-se da ameaça, Flash consegue o agradecimento da Rainha mas ao retornar a sua cidade, ficam sabendo que o trono foi tomado por Tahl. Com a ajuda dos homens-pássaros, Flash consegue derrotar Tahl e recoloca a Rainha Azura como chefe da Terra Mágica. Com a concordância dela em se tornar sua súdita, Flash pede a Ming o reconhecimento dele como Rei de Kira, o Reino das Cavernas. Mas Ming, sob pretexto de Flash não ter se casado com Azura, não dá o reconhecimento. Então Flash declara guerra a Ming, tendo como aliados Vultan, o rei dos homens-pássaros, e Barin, rei das Florestas Bravias. O Rei Orax, do povo de fogo, se alia a Ming. Os confrontos se sucedem até que Flash e seus companheiros são obrigados a fugirem em direção ao Mar do Mistério (tiras republicadas em 1978 também pela Ebal) .